# Home Fleet
La Home Fleet (en español, Flota de Aguas Nacionales) fue una flota de la Royal Navy que operó en aguas territoriales del Reino Unido y aledaños entre 1902 y 1967, con diversos intervalos. En 1967 se fusionó con la Flota del Mediterráneo creando la nueva Flota Occidental.
Antes de la Primera Guerra Mundial, estaba formado por los cuatro barcos de la Guardia Portuaria. En 1905 fue desmantelada, y de 1905 a 1907 los barcos restantes en menor estado de preparación se dividieron en las divisiones de reserva (División Devonport, División Nore y División Portsmouth). Durante la Primera Guerra Mundial, comprendía algunos de los barcos más antiguos de la Royal Navy. Durante la Segunda Guerra Mundial, fue la principal fuerza de batalla de la Royal Navy en aguas europeas.

## Antes de la Primera Guerra Mundial
En los primeros años del siglo XX, la Royal Navy tenía cuatro buques de la Guardia Portuaria (Port Guard en inglés), estacionados en sus principales bases navales, parcialmente para actuar como buques insignia de los almirantes que comandaban en estos puertos. Estas bases se corresponderían en Nore, Portsmouth y Plymouth, así como otra base importante.
El 1 de octubre de 1902, el Almirante Superintendente de Reservas Navales, entonces el vicealmirante Gerard Noel, recibió el nombramiento adicional de Comandante en Jefe de la Home Fleet y se le asignó un contraalmirante para servir a sus órdenes como comandante del Escuadrón Local (Home Squadron). "

... el núcleo de la Home Fleet consistiría en los cuatro buques de la Guardia Portuaria, que serían retirados de sus diversos astilleros dispersos y se convertirían en un mando marítimo unificado y permanente, el Home Squadron, con base en Portland. Bajo el mando del comandante en jefe de la Home Fleet serían los buques de la Guardia Costera, que estaban atracados mayoritariamente en sus respectivos puertos de distrito para llevar a cabo sus funciones locales, los que se incorporarían al Home Squadron para ejercicios en mar abierto al menos tres veces al año, momento en que la fuerza reunida (el Home Squadron y los barcos de la Guardia Costera) sería conocida colectivamente como la Home Fleet.

El contraalmirante George Atkinson-Willes era el segundo al mando de la Home Fleet, con su bandera en el HMS Empress of India, en aquel momento. En mayo de 1903 Noel fue sucedido como comandante en jefe por el vicealmirante Arthur Wilson.
El 14 de diciembre de 1904, la Flota del Canal se convirtió en Flota del Atlántico y la Home Fleet se convirtió en la Flota del Canal. En 1907, la Home Fleet fue reestructurada con el vicealmirante Francis Bridgeman al mando, sucedido por el almirante William May en 1909. Bridgeman tomó el mando de nuevo en 1911, y el mismo año fue sucedido por el almirante George Callaghan. El 29 de marzo de 1912 se anunció una nueva estructura de la flota, que entró en vigor el 1 de mayo de 1912. La antigua Home Fleet, que estaba organizada en cuatro divisiones, se dividió en la Primera, Segunda y Tercera flotas Home Fleet. Las Home Fleets fueron los mandos  unificados de la Marina en las aguas británicas desde 1912 hasta 1914. El 4 de agosto de 1914, al estallido de la Primera Guerra Mundial, John Jellicoe recibió la orden de tomar el mando de la flota resultante, quedando renombrada como Gran Flota.

### Comandante en Jefe de la Flota
Los titulares de puestos durante el período anterior a la guerra fueron:
|                    | Empleo        | Bandera | Nombre            | Mandato                                      |
| ------------------ | ------------- | ------- | ----------------- | -------------------------------------------- |
| Comandante en Jefe |               |         |                   |                                              |
| 1                  | Vicealmirante |         | Sir Gerard Noel   | 1 de octubre de 1902 – 21 de mayo de 1903    |
| 2                  | Vicealmirante |         | Sir Arthur Wilson | 21 de mayo de 1903 – 31 de diciembre de 1904 |

|                    | Empleo        | Bandera | Nombre                  | Mandato                                      |
| ------------------ | ------------- | ------- | ----------------------- | -------------------------------------------- |
| Comandante en Jefe |               |         |                         |                                              |
| 1                  | Vicealmirante |         | Sir Francis Bridgeman   | 5 de marzo de 1907 – 24 de marzo de 1909     |
| 2                  | Vicealmirante |         | Sir William May         | 24 de marzo de 1909 – 25 de marzo de 1911    |
| 3                  | Vicealmirante |         | Sir Francis Bridgeman   | 25 de marzo de 1911 – 5 de diciembre de 1911 |
| 4                  | Vicealmirante |         | Sir George A. Callaghan | 5 de diciembre de 1911 – 31 de julio de 1912 |

#### Segundo Jefe al mando
Titulares a cargo:
|                       | Empleo          | Bandera | Nombre                    | Mandato                                      |
| --------------------- | --------------- | ------- | ------------------------- | -------------------------------------------- |
| Segundo Jefe al mando |                 |         |                           |                                              |
| 1                     | Contraalmirante |         | George L. Atkinson-Willes | 1 de octubre de 1902 – 21 de mayo de 1903    |
| 2                     | Contraalmirante |         | Edmund S. Poe             | 21 de mayo de 1903 – junio de 1904           |
| 3                     | Contraalmirante |         | Charles J. Barlow         | Junio de 1904 – 31 de diciembre de 1904      |
| 4                     | Vicealmirante   |         | Sir George A. Callaghan   | Agosto de 1910 – 5 de diciembre de 1911      |
| 5a                    | Vicealmirante   |         | Sir John R. Jellicoe      | 5 de diciembre de 1911 – 31 de julio de 1912 |
| 5b                    | Vicealmirante   |         | Sir Archibald Berkeley    | 5 de diciembre de 1911 – 31 de julio de 1912 |

#### Jefe de Tripulación.
Titular a cargo:
|                     | Empleo         | Bandera | Nombre               | Mandato                       |
| ------------------- | -------------- | ------- | -------------------- | ----------------------------- |
| Jefe de Tripulación |                |         |                      |                               |
| 1                   | Contraamirante |         | Alexander E. Bethell | Enero de 1908 – marzo de 1909 |

## Tres flotas de aguas nacionales (1912-1914)
Las Home Fleets surgieron como una nueva reorganización de los mandos de aguas nacionales unificados de la Royal Navy (Primera, Segunda y Tercera Flotas) constituidas desde el 31 de julio de 1912 hasta diciembre de 1914.

### Comandante en Jefe de la Flota
|                                              | Empleo    | Bandera | Nombre                  | Mandato                                   |
| -------------------------------------------- | --------- | ------- | ----------------------- | ----------------------------------------- |
| Comandante en Jefe de la Flota/Primera Flota |           |         |                         |                                           |
| 1                                            | Almirante |         | Sir George A. Callaghan | 31 de julio de 1912 – 4 de agosto de 1914 |

#### Segundo Jefe al mando.
Titulares a cargo:
|                       | Empleo        | Bandera | Nombre                     | Mandato                                 |
| --------------------- | ------------- | ------- | -------------------------- | --------------------------------------- |
| Segundo Jefe al mando |               |         |                            |                                         |
| 1                     | Vicealmirante |         | Sir John R. Jellicoe       | 31 de julio de 1912 – diciembre de 1912 |
| 2                     | Vicealmirante |         | Sir Stanley C. J. Colville | Junio de 1912 – junio de 1914           |
| 3                     | Vicealmirante |         | Sir Lewis Bayly            | Junio – 4 de agosto de 1914             |

El 8 de agosto de 1914, las unidades de la Home Fleet se distribuyeron de acuerdo con la Orden de la Flota del Almirantazgo, la mayoría de los elementos que formaban la nueva Gran Flota, otros fueron asignados a las unidades siguientes: Flota del Canal, Patrulla del Norte-Fuerza de cruceros B, 7.º Escuadrón de Cruceros-Fuerza de cruceros, 11.º Escuadrón de Cruceros-Fuerza de Cruceros E, Patrulla Dover, Fuerza Harwich, 7.ª Flotilla de Destructores, 8.ª Flotilla de Destructores, 9.ª Flotilla de Destructores, 5.ª Flotilla de Submarinos, 6.ª Flotilla de Submarinos, 7.ª Flotilla de Submarinos y la 8.ª Flotilla de Submarinos.

## Periodo de entreguerras
Cuando la Gran Flota se disolvió en abril de 1919, los barcos más poderosos se agruparon en la Flota del Atlántico y los barcos más antiguos se integraron en la Home Fleet; esta asignación perduró hasta finales de 1919, cuando los barcos de la Home Fleet se convirtieron en la Flota de Reserva.
El nombre Home Fleet resucitó en marzo de 1932, como el nuevo nombre de la Flota del Atlántico, después del Motín de Invergordon. El comandante en jefe de la Home Fleet en 1933 fue el almirante Sir John Kelly. La Home Fleet estaba formada por el buque insignia Nelson al frente de una fuerza que incluía el 2nd Battle Squadron (cinco buques más), el Battlecruiser Squadron (Hood y Renown), el 2.º Escuadrón de Cruceros (vicealmirante Edward Astley-Rushton) a bordo del Dorsetshire (tres cruceros), tres flotillas de destructores (27 unidades), una flotilla de submarinos (6 unidades), dos portaaviones y barcos asociados.

## Segunda Guerra Mundial

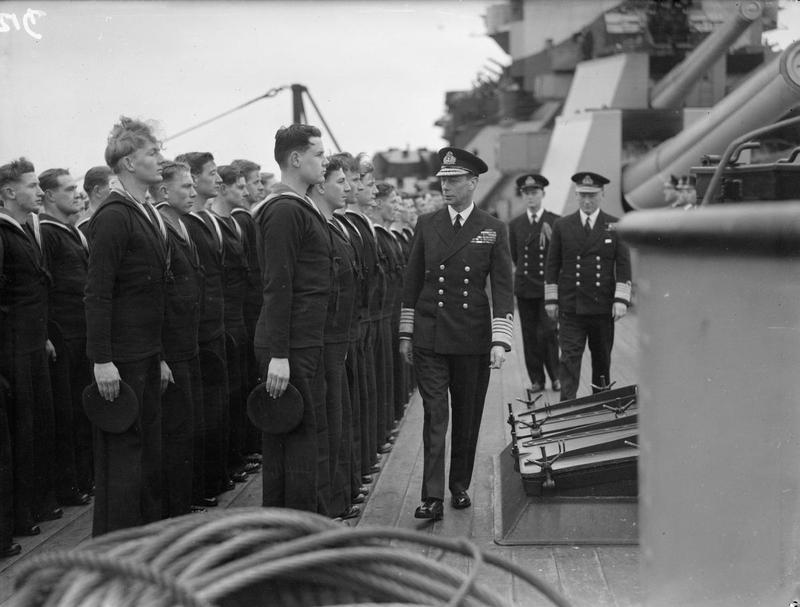
El rey Jorge VI en el fondeadero de Scapa Flow, durante la visita a la Home Fleet del 18 al 21 de marzo de 1943

La Home Fleet fue la principal fuerza de batalla de la Royal Navy en aguas europeas durante la Segunda Guerra Mundial. El 3 de septiembre de 1939, bajo el mando del almirante Forbes enarbolando su bandera en el Nelson en Scapa Flow, estaba formado por el 2.º Escuadrón de Batalla, el Escuadrón de Cruceros de Batalla, el 18.º Escuadrón de Cruceros, los Destructores y los Submarinos [2.ª Flotilla de Submarinos, Dundee, 6.ª Flotilla de Submarinos, Blyth (Northumberland)], Portaaviones (Vicealmirante L. V. Wells, con el Ark Royal, el Furious y el Pegasus), y la fuerza de las Orcadas y las Shetland. Su principal responsabilidad era evitar que la Kriegsmarine alemana saliera del Mar del Norte. Con este propósito, se reactivó la base de la Primera Guerra Mundial en Scapa Flow, ya que estaba bien situada para interceptar barcos que intentaban pasar el bloqueo.
Las dos pérdidas más sorprendentes de la Home Fleet durante la primera parte de la guerra fueron el hundimiento del viejo acorazado Royal Oak por el submarino alemán U-47 mientras supuestamente estaba a salvo en Scapa Flow, y la pérdida del orgullo de la Armada, el crucero de batalla Hood, a manos del acorazado alemán Bismarck. El 2.º Escuadrón de Batalla bajo el mando del almirante Blagrove fue disuelto cuando murió en el hundimiento del HMS Royal Oak.
Las áreas operativas de la Home Fleet no estaban bien definidas, sus zonas de responsabilidad a veces se solapaban y las unidades eran destacadas en otras zonas con bastante libertad. Sin embargo, las partes meridionales del Mar del Norte y el Canal de la Mancha se convirtieron en comandos separados para las fuerzas ligeras, y la creciente intensidad de la Batalla del Atlántico llevó a la creación del Mando de Accesos Occidentales (Western Approaches Command en inglés). Sólo con la destrucción del acorazado alemán Tirpitz en 1944 la Home Fleet asumió una prioridad menor, y la mayoría de sus unidades pesadas fueron retiradas para ser enviadas al Lejano Oriente.

### Comandante en Jefe
|                                           | Empleo    | Bandera | Nombre              | Mandato                                       |
| ----------------------------------------- | --------- | ------- | ------------------- | --------------------------------------------- |
| Comandante en Jefe de la Flota, 1938–1945 |           |         |                     |                                               |
| 1                                         | Almirante |         | Sir Charles Forbes  | Abril de 1938 – diciembre de 1940             |
| 2                                         | Almirante |         | Sir John Tovey      | Diciembre de 1940 – mayo de 1943              |
| 3                                         | Almirante |         | Sir Bruce A. Fraser | Mayo de 1943 – junio de 1944                  |
| 4                                         | Almirante |         | Sir Henry R. Moore  | 14 de junio de 1944 – 24 de noviembre de 1945 |

Fuentes de la Segunda Guerra Mundial:

### Segundo al mando
|                               | Empleo        | Bandera | Nombre                                 | Mandato                         |
| ----------------------------- | ------------- | ------- | -------------------------------------- | ------------------------------- |
| Segundo al mando. Home Fleet. |               |         |                                        |                                 |
| 1                             | Vicealmirante |         | Sir Alban T. B. Curteis                | 1941 – junio de 1942            |
| 2                             | Vicealmirante |         | Sir Bruce A. Fraser                    | Junio de 1942 – junio de 1943   |
| 3                             | Vicealmirante |         | Sir Henry R. Moore                     | Junio de 1943 – junio de 1944   |
| 4                             | Vicealmirante |         | Sir Frederick H. G. Dalrymple-Hamilton | Junio de 1944 – abril de 1945   |
| 5                             | Vicealmirante |         | Sir Rhoderick R. McGrigor              | april de 1945 – julio de 1945   |
| 6                             | Vicealmirante |         | Sir Angus E. M. B. Cunninghame Graham  | julio de 1945 – octubre de 1946 |

## Guerra Fría
Cuando comenzó la Guerra Fría, se puso más énfasis en la protección de las vías marítimas del Atlántico Norte de la Unión Soviética en concierto con otros países occidentales. El almirante Rhoderick McGrigor supervisó los ejercicios combinados de la Organización del Tratado de Bruselas que implicaban barcos de las marinas británica, francesa y neerlandesa entre junio y julio de 1949. El almirante McGrigor izó, por tanto, su bandera en el portaaviones Implacable. También participaron en los ejercicios el portaaviones Victorious y el acorazado Anson, junto con cruceros y destructores. Durante el ejercicio, la fuerza combinada hizo una visita a Mount's Bay en Cornualles del 30 de junio al 4 de julio de 1949.
El almirante Sir Philip Vian, comandante en jefe de 1950 a 1952, izó su bandera en el HMS Vanguard. A finales de 1951, el portaaviones Theseus se unió a la flota como buque insignia del 3.º Escuadrón de Portaaviones.
De 1947 a 1957, diversos buques y portaaviones fueron asignados al Escuadrón de Entrenamiento de la Home Fleet con sede en Portland para proporcionar entrenamiento básico. Los portaaviones estacionados aquí se movilizarían como portahelicópteros para la operación de Suez en 1956. En diciembre de 1951 el Almirantazgo autorizó la creación de un nuevo escuadrón pesado para ser asignado a la Home Fleet, formado por el Vanguard, portaaviones y cruceros. Su comandante era conocido como Oficial de Bandera de Portaaviones y Buques Anfibios, con la responsabilidad administrativa de todos los transportes operacionales. La escuadra se disolvió en octubre de 1954.
Tras la Segunda Guerra Mundial, los mandos geográficos de la Royal Navy se fusionaron gradualmente en menos formaciones pero más grandes (1954 a 1971). Después de 1951, el término "flotilla" se aplicaba a la organización de mando superior de los escuadrones de la Home Fleet y del Mediterráneo. Los escuadrones de la Home Fleet se agruparon bajo un Oficial de Bandera, que se convirtió en el principal oficial de bandera de navegación. Una disposición similar se aplicaba al Oficial de Bandera de la Flota del Mediterráneo. En el Extremo Oriente, el Oficial de Bandera del 5.º Escuadrón de Cruceros se convirtió en el Oficial de Bandera Segundo al Mando de la Flota de Extremo Oriente con tareas similares a la navegación marítima. El término "flotilla submarina" se utilizaba cada vez más para describir los escuadrones bajo el mando del Oficial de Bandera de Submarinos.
El comandante en jefe de la Home Fleet, adquiríó mayor relevancia en la OTAN al ser designado Comandante en Jefe del Atlántico Oriental (CINCEASTLANT), como parte del Mando Aliado Atlántico, cuando se estableció la estructura de mando militar de la OTAN en 1953 en el Cuartel General de Northwood al noroeste de Londres. Sin embargo, el comandante en jefe de la Home Fleet aún izaba su bandera en el Tyne en Portsmouth. Durante el Ejercicio Mainbrace de 1952, las fuerzas navales de la OTAN se reunieron por primera vez para practicar la defensa del norte de Europa en torno a Dinamarca y Noruega. Las dificultades resultantes de la Ley McMahon causadas por el posible control británico de la Marina de los Estados Unidos los portaaviones de ataque del Atlántico armados con armas nucleares llevaron a la creación de una Flota Atlántica separada, responsable directamente del comandante de la Flota Atlántica de la Marina de los EE. UU., en su posición de la OTAN como SACLANT, a finales de 1952. El buque depósito de submarinos Maidstone fue el buque insignia de la flota en 1956.
En la primavera de 1960, el Comandante en Jefe de la Home Fleet se trasladó permanentemente a tierra en Northwood, mientras que el Oficial al mando retuvo el control efectivo en el mar como adjunto del Comandante en Jefe. Cecil Hampshire escribió que los barcos con la flota en 1960 incluían el buque insignia Tyne, un barco depósito de destructores que entonces tenía más de 20 años; el portaaviones Victorious y el Albion; el dragaminas rápido Apollo; diecisiete destructores y fragatas; y dieciséis submarinos. Otro portaaviones, los cruceros Lion y Blake; los primeros cuatro destructores de misiles guiados y otros barcos estaban en construcción.
En febrero de 1963, todos los escuadrones de fragatas y destructores restantes de la Home Fleet, del Mediterráneo y de Extremo Oriente se fusionaron en nuevos escuadrones de escolta. En abril de 1963, la unidad naval en la sede de Northwood, al noroeste de Londres, fue renombrada como HMS Warrior y asignada al Cuartel General de la Royal Navy.
En diciembre de 1966, todos los escuadrones restantes de la Home Fleet se disolvieron. En 1967 se fusionó la Home Fleet con la Flota del Mediterráneo. Con su área de responsabilidad muy aumentada, la formación resultante fue nombrada como Flota Occidental.

### Comandante en Jefe
|                                        | Empleo    | Bandera | Nombre                    | Mandato                           |
| -------------------------------------- | --------- | ------- | ------------------------- | --------------------------------- |
| Comandante en Jefe, Home Fleet 1945–67 |           |         |                           |                                   |
| 1                                      | Almirante |         | Sir Edward Syfret         | noviembre de 1945 – enero de 1948 |
| 2                                      | Almirante |         | Sir Rhoderick R. McGrigor | enero de 1948 – enero de 1950     |
| 3                                      | Almirante |         | Sir Philip Vian           | enero de 1950 – junio de 1952     |
| 4                                      | Almirante |         | Sir George Creasy         | junio de 1952 – enero de 1954     |
| 5                                      | Almirante |         | Sir Michael Denny         | enero de 1954 – enero de 1956     |
| 6                                      | Almirante |         | Sir John Eccles           | enero de 1956 – enero de 1958     |
| 7                                      | Almirante |         | Sir William Davis         | enero de 1958 – July 1960         |
| 8                                      | Almirante |         | Sir Wilfrid Woods         | July 1960 – enero de 1963         |
| 9                                      | Almirante |         | Sir Charles Madden        | enero de 1963 – julio de 1965     |
| 10                                     | Almirante |         | Sir John Frewen           | julio 1965 – octubre de 1967      |

Fuente para los titulares de puestos después de la Segunda Guerra Mundial: